# ルジェ・ダ・フロー
ルジェ・ダ・フロー（Roger de Flor; ロヘル・デ・フロール, 1267年 - 1305年4月30日）は、シチリア王国・ブリンディジ出身の軍人、傭兵隊長。マルタ伯。シチリア王国（アラゴン＝カタルーニャ連合王国領）や東ローマ帝国で活動した。Ruggero/Ruggiero da Fiore、Rutger von Blum、Ruggero Floresなどと表記されることもある。

## 経歴

### 青年期
マンフレーディの治世のシチリア王国ブリンディジにて、1267年に次男として生まれた。ブリンディジはイタリア半島南部、アドリア海に近い都市である。母親はブリンディジ出身のイタリア人中流階級女性、父親はシチリア王フェデリーコ2世に仕えていたドイツ人鷹匠Richard von Blumである。8歳の時にはテンプル騎士団が所有するガレー船に乗り込んで海に出た。テンプル騎士団に入会し、やがてガレー船の船長となった。
キリスト教国は第1回十字軍の過程で、1099年にレヴァント地方にエルサレム王国を建国していた。1291年にはマムルーク朝のスルタンであるアシュラフ・ハリールが、テンプル騎士団に対してエルサレム王国の首都アッコン（アッコ）を取り囲むアッコンの包囲を行い、ルジェ・ダ・フローはこの包囲戦に参加した。都市内で裕福な生存者を救出したものの、いくつかの陰謀や個人的論争に巻き込まれ、ローマ教皇に盗賊や背教者であると告発された。この結果、ルジェ・ダ・フローはテンプル騎士団から追放され、リグリア海に面したイタリアのジェノヴァに逃げた。ジェノヴァではティチーノ・ドリアにかなりの借金を行い、新たな船舶を購入して海賊としての活動を開始した。

### シチリアでの活動
1282年のシチリアの晩祷以降にはシチリア島の所有権をめぐって、アラゴン人が主体のアラゴン＝カタルーニャ連合王国とフランス人が主体のアンジュー＝シチリア家のナポリ王国が争っていた（シチリア晩祷戦争）。ルジェ・ダ・フローは当時もっとも経験豊富な軍司令官のひとりであり、シチリア王フェデリーコ2世に召喚されて副提督の地位を与えられた。
1302年にカルタベッロッタの和平が成立してシチリア晩祷戦争が終結すると、フェデリーコ2世は傭兵軍を所有することを嫌がり、シチリア島を軍隊から解放することを切望した。さらに、フェデリーコ2世はアルモガバルスと呼ばれるルジェ・ダ・フローの傭兵軍に給料を支払うすべを失っていた。このような政治的・軍事的状況下で、ルジェ・ダ・フローは東ローマ帝国を荒廃させていたオスマン帝国に対する戦争によって傭兵軍の存在意義を見いだそうとした。

### 東ローマ帝国での活動

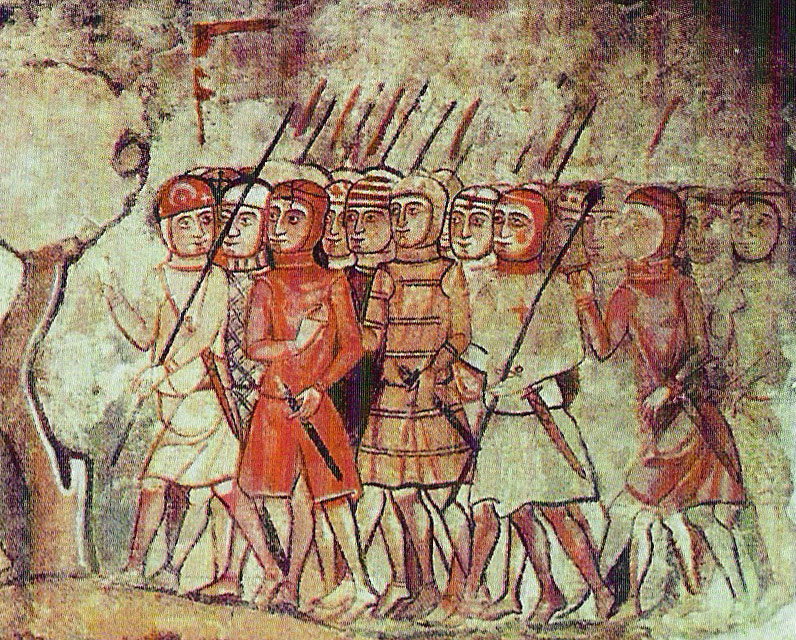
ルジェ・ダ・フローが率いていたアルモガバルス

東ローマ帝国のアンドロニコス2世パレオロゴスはオスマン1世率いるオスマン帝国軍による包囲に直面していた。さらにはイスラーム部族が東ローマ帝国軍を破って首都コンスタンティノープルに迫っており、東ローマ帝国領土の大半が荒らされていた。アンドロニコス2世はヨーロッパ国家からの支援を求めており、ルジェ・ダ・フローと彼が率いるアルモガバルスに傭兵軍の派遣を要請した。1302年9月、クンパニーア・カタラーナ・ドゥリエン（カタルーニャ会社、カタルーニャ傭兵団）となっていたルジェ・ダ・フローの艦隊はコンスタンティノープルに到着した。ルジェ・ダ・フローは東ローマ帝国皇室に採用され、皇帝の姪であるマリア・アセニナ（ブルガリア王イヴァン・アセン2世の娘）と結婚した。さらには東ローマ帝国の大公爵位を与えられ、軍隊と艦隊の最高司令官の地位を与えられた。
ルジェ・ダ・フローはシチリア王の支援も得て、1,500人の騎兵、4,000人の軽歩兵（アルモガバルス）で軍隊を構成して遠征を準備。1303年夏にイタリア半島南部のメッシーナを離れ、コンスタンティノープルでは住民に快く受け入れられた。1304年初には黒海の北方からやってきたスキタイやアラン人の騎兵団とカタルーニャ人傭兵軍団との間で戦闘が起こり、この戦いでアラン人の首長が戦死したことから、アラン人はルジェ・ダ・フローに復讐を誓った。ルジェ・ダ・フローはカタルーニャ人傭兵団や東ローマ帝国軍の精鋭を連れ、トルコ人に脅かされていた小アジア（アナトリア）のフィラデルフィアの防衛に向かった。彼らはアウラックスでトルコ人に勝利し、この都市は解放された。部隊は路程を西に向け、いくつかの要塞やニフ、ニッサ、マグネシアなどの都市を奪った。彼らには多くの敵がいたものの、ルジェ・ダ・フローとその軍団の名声は高まり、ティラニム（ティラ）を奪う新たな作戦に乗り出した。
クンパニーア・カタラーナ・ドゥリエンはアネアで軍法会議を開き、東に向かうことを決定した。1304年8月15日にはトロス山脈の麓でトルコ人と激しい戦いを繰り広げた。彼らが戻った際には、マグネシアの東ローマ帝国人統治者がカタルーニャ人駐屯地に対して反乱を起こし、カタルーニャ人を殺害したほかに財宝を略奪していたことが判明した。ルジェ・ダ・フローはマグネシアを包囲したが、ルジェ・ダ・フローの軍隊は撃退されたため、引退を余儀なくされた。ルジェ・ダ・フローはやがてヨーロッパに呼び戻され、軍隊をガリポリや他の町に置き、アルモガバルスに対する支払いを要求するためにコンスタンティノープルを訪れた。

### 暗殺とカタルーニャ人の復讐
1305年の冬以後、クンパニーア・カタラーナ・ドゥリエンはアナトリアへの移動を開始し、ルジェ・ダ・フローの妻とその家族はコンスタンティノープルへの転居を余儀なくされた。ルジェ・ダ・フローはアンドロニコス2世パレオロゴスの息子ミカエル9世パレオロゴスに対して敬意を表すためにアドリアノープルに赴き、住民に熱狂的に迎え入れられた。
1305年4月30日、ミカエル9世によって宴会に招待されたが、ゲオルギオス殺害の復讐のためにアラン人が宴会を襲撃し、ルジェ・ダ・フローと従者のほぼ全員、アドリアノープルに留まっていたカタルーニャ人らを暗殺した。指揮官のルジェ・ダ・フローを殺されたカタルーニャ人傭兵軍は復讐としてトラキアとマケドニアを荒廃させ、この出来事は「カタルーニャの復讐」として語り継がれている。ルジェ・ダ・フローの死去と同じ年には息子のルジェロー・ダ・フローが生まれ、ムンタネーの年代記によると1325年まで生きた。

## 文学・芸術作品

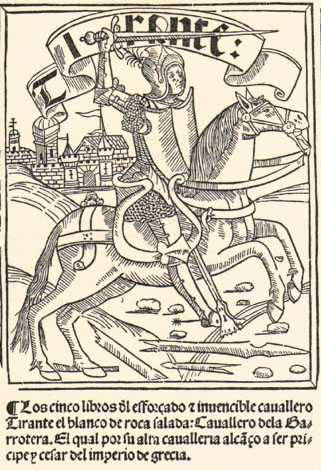
マルトゥレイの『ティラン・ロ・ブラン』

クンパニーア・カタラーナ・ドゥリエンの初期の歴史は、この会社の兵士でもあったラモン・ムンタネーによって年代記『Crònica』に記録されている。ムンタネーの年代記のおかげでルジェ・ダ・フローは大きな名声を得ており、神話的な人物として数々の文学・芸術作品の題材となった。ルジェ・ダ・フローの生涯はカタルーニャ人小説家のジュアノット・マルトゥレイに着想を与え、1490年にはバレンシアで騎士道小説『ティラン・ロ・ブラン』が出版された。この作品はもっともよく知られた中世カタルーニャ語文学のひとつであり、スペイン語作家のミゲル・デ・セルバンテスに影響を与えるなど、中世ヨーロッパの文学界で重要な役割を演じた。
19世紀のカタルーニャ地方で興ったラナシェンサ運動期には、ルビオー・イ・オルスによって『Roudor de Llobregat』（リュブラガットのルードー）が、フランセスク・パラジ・ブリスによって『L'Orientada』（東向き）が、アンジャル・ギマラーによって『Lo camí del Sol』（太陽の道筋）や『ルジェ・ダ・フロー』が書かれている。19世紀には絵画や彫刻の題材としても頻繁に使用された。
1963年にエストニア人歴史小説家のカール・リスティキヴィが著した『The Horsemen of Death』で、ルジェ・ダ・フローは主要人物のひとりである。

## 文献
- この記事にはアメリカ合衆国内で著作権が消滅した次の百科事典本文を含む: Chisholm, Hugh, ed. (1911). “Flor, Roger di”. Encyclopædia Britannica (英語) (11th ed.). Cambridge University Press. This work in turn cites:
  - Moncada, Expedicion de los Catalanes y Aragoneses contre Turcos y Griegos (Paris, 1840).
- Moncada, Francisco de, Catalan Chronicle.
- Ernest Marcos Hierro, Almogàvers: la història, L'esfera dels llibres, Barcelona 2005.